# Gare de Genève-Eaux-Vives
La gare de Genève-Eaux-Vives est une gare ferroviaire desservie par quatre lignes du réseau express régional franco-valdo-genevois dit « Léman Express », située dans le quartier des Eaux-Vives de Genève (Suisse), et qui fut le terminus de la ligne d'Annemasse à Genève-Eaux-Vives. Jusqu'à sa fermeture provisoire le 27 novembre 2011 au soir, elle était la porte d'entrée genevoise du réseau TER vers la Haute-Savoie, via Annemasse, avec des liaisons ferroviaires directes pour Évian-les-Bains, La Roche-sur-Foron, Annecy (en train jusqu'en 2007, puis par autocar) ou Saint-Gervais-les-Bains-Le Fayet.
Elle est rouverte le 15 décembre 2019 en tant que gare intermédiaire du CEVA.

## Situation ferroviaire
Établie en souterrain à 402 mètres d'altitude, la gare de Genève-Eaux-Vives est située sur le CEVA entre les gares de Genève-Champel et de Chêne-Bourg.
Du temps de la ligne d'Annemasse à Genève-Eaux-Vives, elle était située en surface au point kilométrique (PK) 5,994 et constituait le terminus de la ligne, précédant la gare de Chêne-Bourg.

## Histoire

### Gare «provisoire»
La gare est construite en 1887 et ouvre en même temps que la ligne d'Annemasse à Genève-Eaux-Vives le 27 mai 1888,. Les plans de la gare sont dessinés par l'architecte cantonal Hermann Hug.
La gare est construite de façon provisoire en bois, sans horloge ni marquise de quai, ni décorations soignées. Une gare provisoire qui durera toutefois plus d'un siècle puisque ce bâtiment ne sera détruit qu'en janvier 2017.
La gare, terminus de la desserte assurée par la SNCF avec le réseau TER vers Annemasse puis Évian-les-Bains ou Saint-Gervais-les-Bains-Le Fayet ou Annecy (uniquement par correspondance), est fermée le 27 novembre 2011 afin de pouvoir entamer les travaux du CEVA, prolongeant la ligne des Eaux-Vives jusqu'à la gare de Cornavin, nécessitant la destruction des bâtiments d'origine afin d'être reconstruite en souterrain.

L'ancienne gare des Eaux-Vives
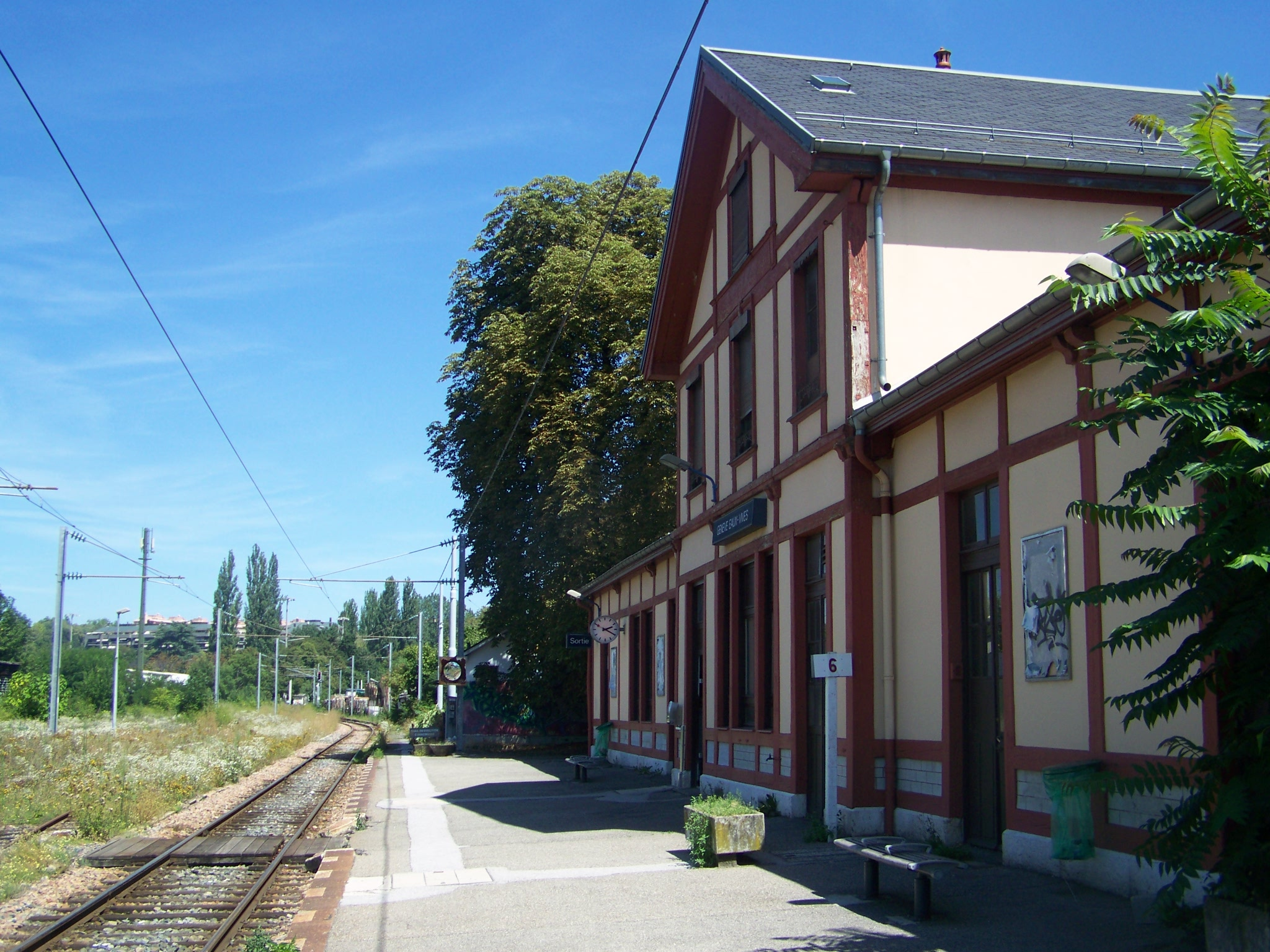
L'unique quai en exploitation de la gare.
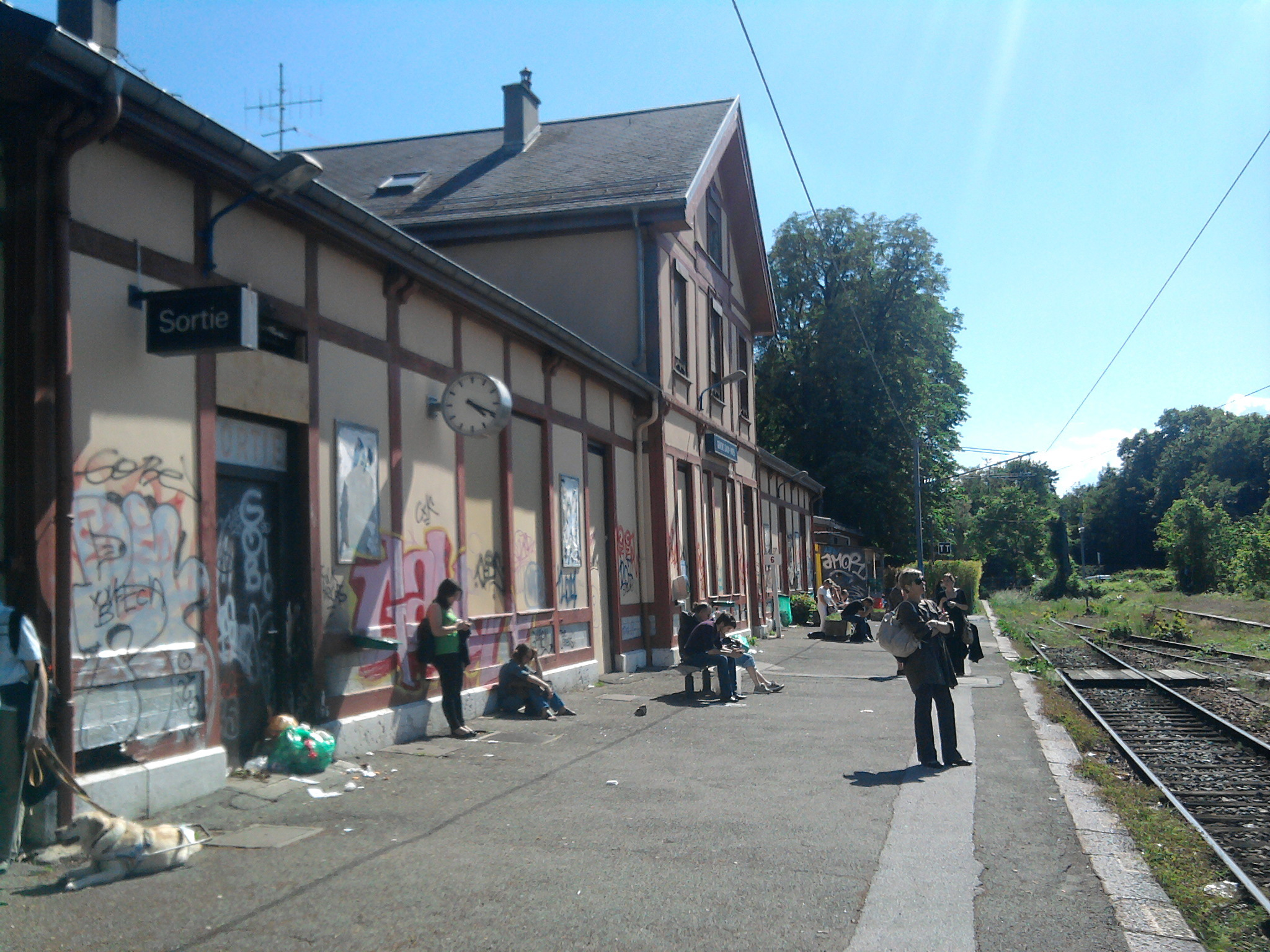
Le quai et le bâtiment de la gare en mai 2011, peu de temps avant leur fermeture et la destruction du quai (fin 2011).
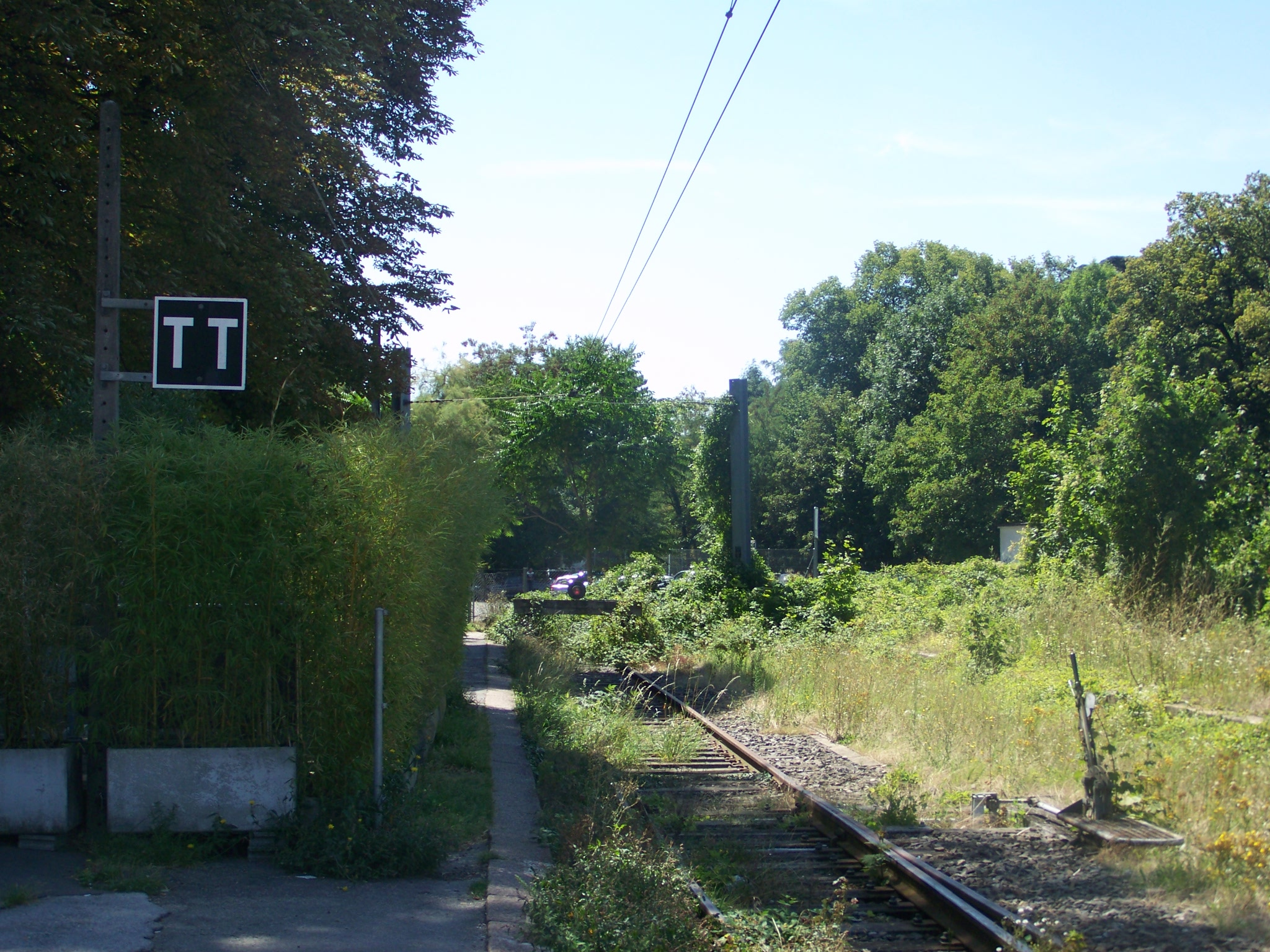
Fin de la ligne Annemasse - Genève.
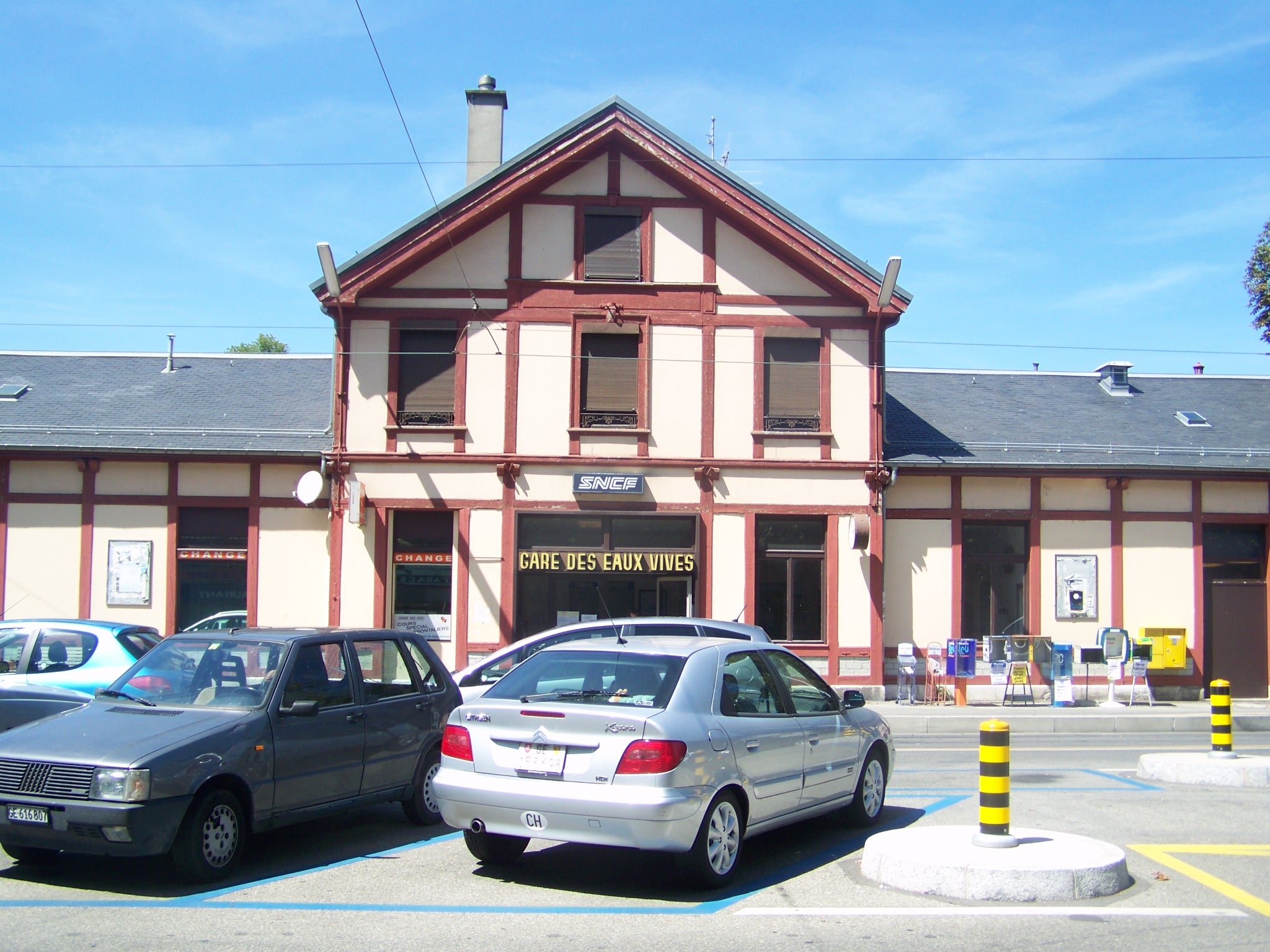
Ancien bâtiment voyageurs, détruit en 2017.

### Nouvelle gare souterraine
La gare historique laisse place à une nouvelle gare souterraine dans le cadre du projet CEVA ; dessinée par les Ateliers Jean Nouvel, elle sera alors une des gares principales du futur Léman Express. Cette liaison est achevée en décembre 2019. 
Le projet de desserte prévoit la circulation des trains directs entre Coppet (Suisse), Genève-Cornavin, Genève-Eaux-Vives et Annemasse toutes les 15 minutes. Ces trains continueront au-delà d'Annemasse vers Annecy, Saint-Gervais-les-Bains-Le Fayet et Évian-les-Bains. La structure cadencée du réseau et le fonctionnement des gares d'Annemasse et de La Roche sur Foron comme des nœuds de correspondance permettront de proposer 2 liaisons par heure et par sens vers l'ensemble des destinations.
En complément de cette desserte régionale, des trains RegioExpress circuleront entre Annemasse et Lausanne (voire au-delà vers Vevey et Romont). Depuis décembre 2019, ils circulent toutes les 30 minutes et desservent notamment les gares de Lancy-Pont-Rouge, Genève-Cornavin, Coppet, Nyon, Gland, Rolle, Allaman et Renens.
À plus long terme, après la mise en service de CEVA, la réouverture de la ligne du Tonkin entre Évian-les-Bains et Saint-Gingolph (frontière franco-suisse) pourrait permettre la création de liaisons plus efficaces entre le bassin genevois et le canton du Valais, via la rive sud du Léman. Ce projet de réouverture est à l'étude par SNCF Réseau et la région Auvergne-Rhône-Alpes.

### Projet d'urbanisme

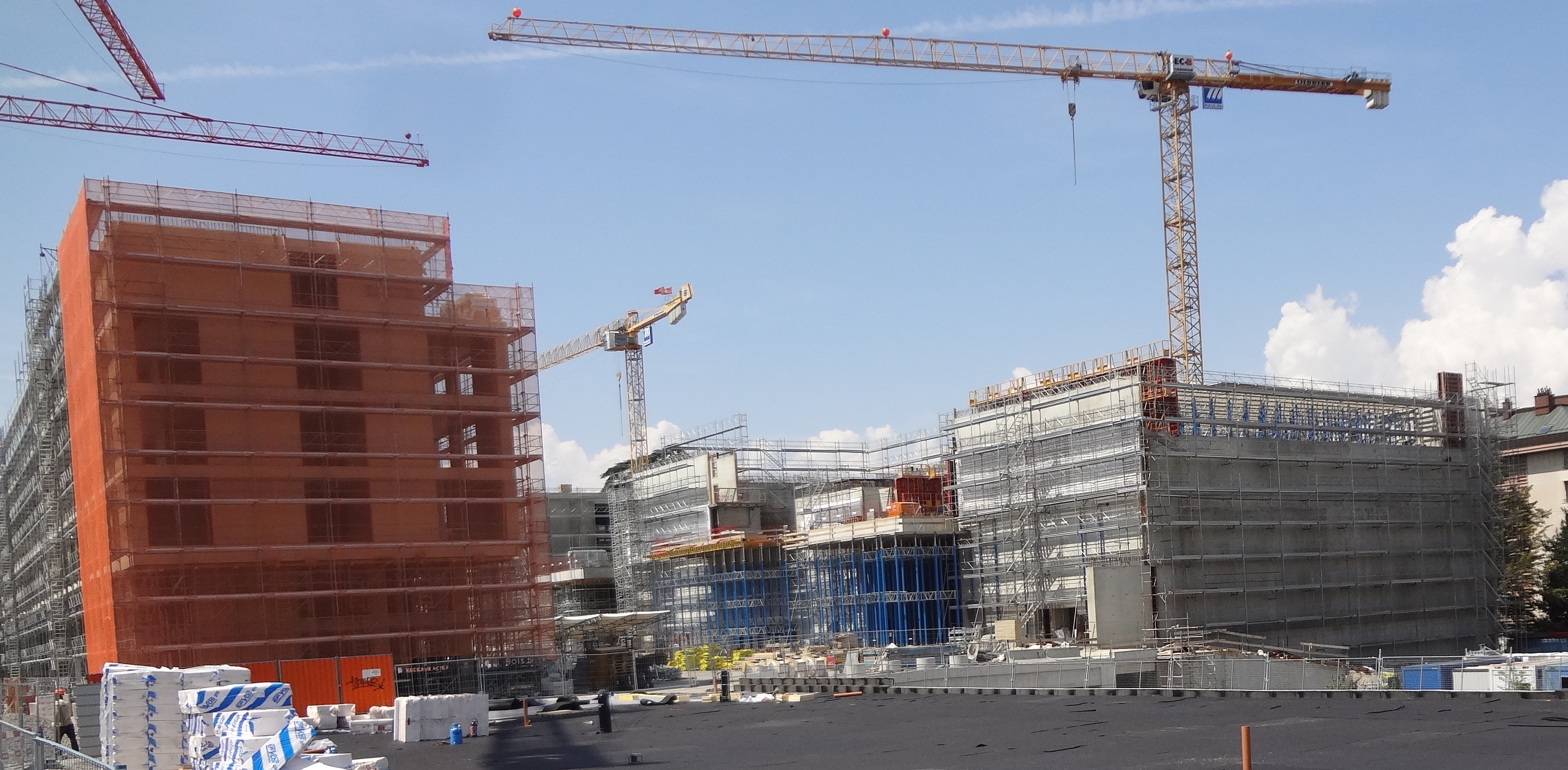
Les nouveaux immeubles (à gauche) et la nouvelle comédie de Genève (à droite) en construction sur le site de la gare, en juillet 2018.

## Service des voyageurs

### Accueil

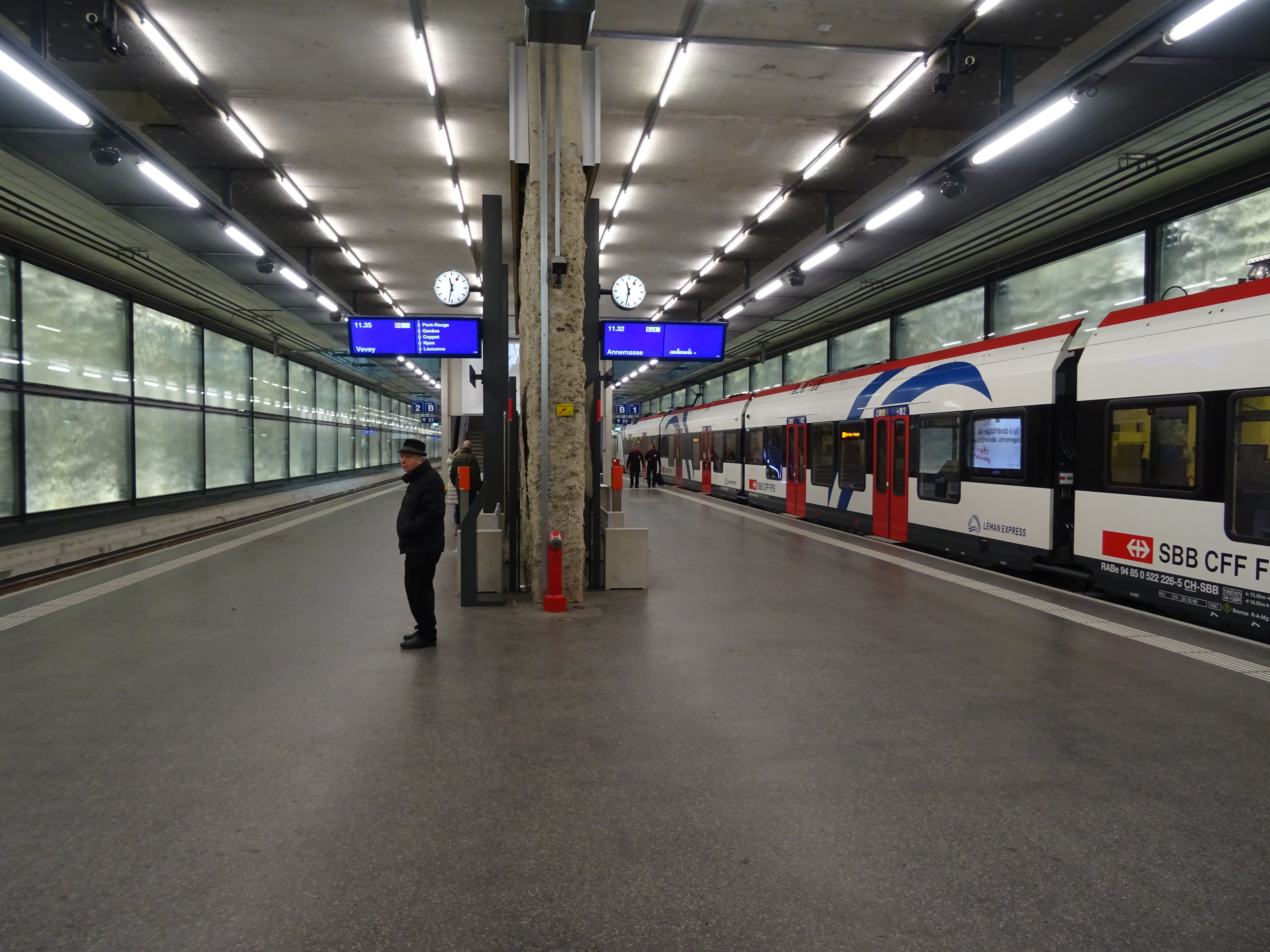
Quai central de la nouvelle gare souterraine.

La gare, souterraine dans sa nouvelle configuration, est située dans le quartier des Eaux-Vives, sur l'avenue de la gare des Eaux-Vives. La reconstruction de la gare s'accompagne de la construction de logements et de bureaux (projet O'Vives), ainsi que de la Nouvelle Comédie, le nouveau bâtiment de la Comédie de Genève.
Elle est équipée d'automates pour l'achat de titres de transport. Des aménagements, équipements et services sont à la disposition des personnes à la mobilité réduite.
La nouvelle gare dispose d'une galerie commerciale qui accueille 16 commerces dont notamment Migrolino, la Fnac, le caviste Nicolas ou encore une boulangerie.
Elle dispose d'un unique quai central située au milieu des voies, accessible par ascenseur, escalier ou escalier mécanique.

### Desserte
La gare est desservie par les trains RegioExpress (RE) reliant la gare d'Annemasse aux gares de gare de Vevey ou Saint-Maurice et par les trains Léman Express qui relient la gare de Coppet aux gares d'Évian-les-Bains (L1), d'Annecy (L2), de Saint-Gervais-les-Bains-Le Fayet (L3) et d'Annemasse (L4).

Desserte de la gare
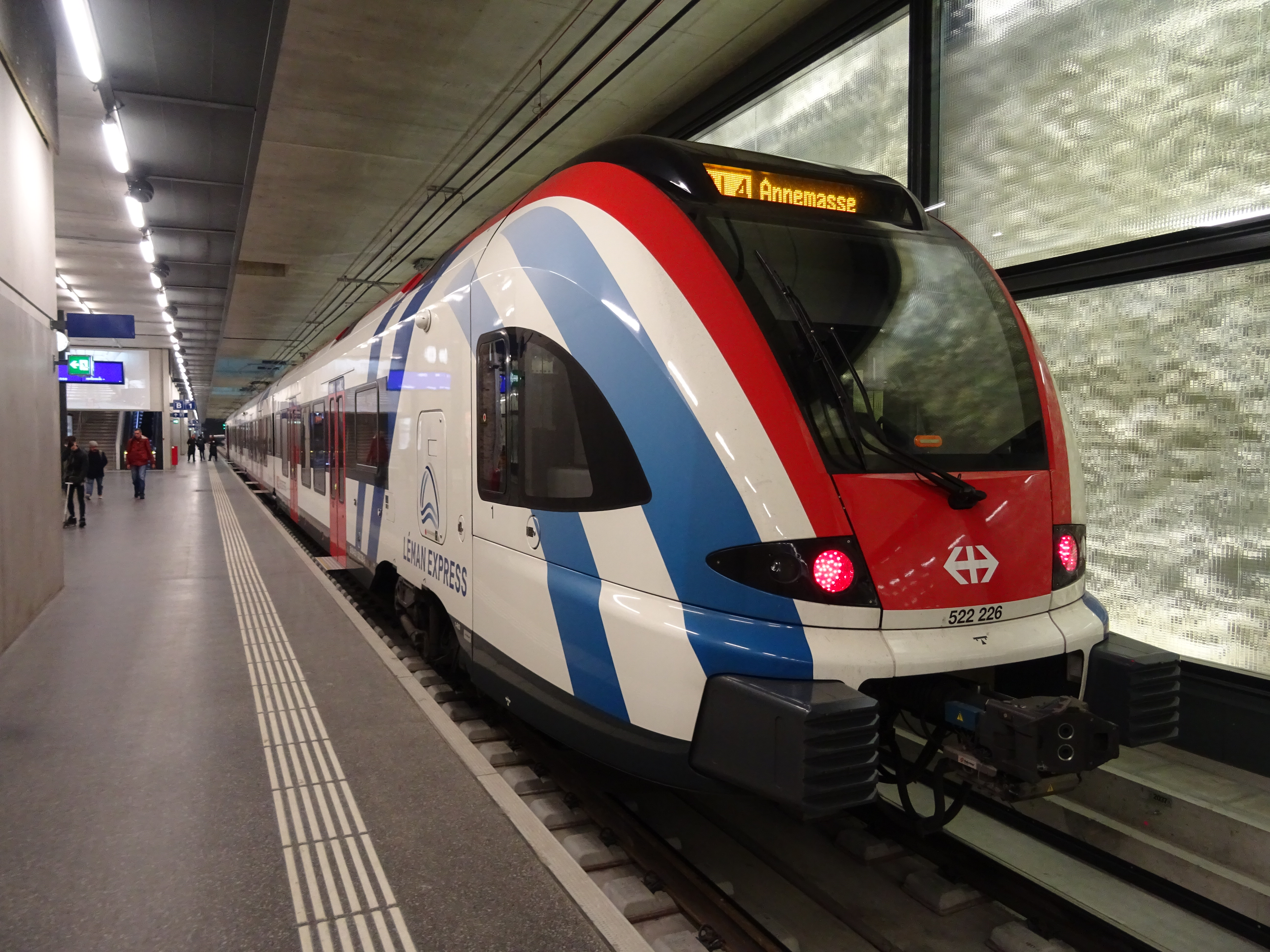
Stadler FLIRT assurant un service de la SL 4 en direction de Annemasse.
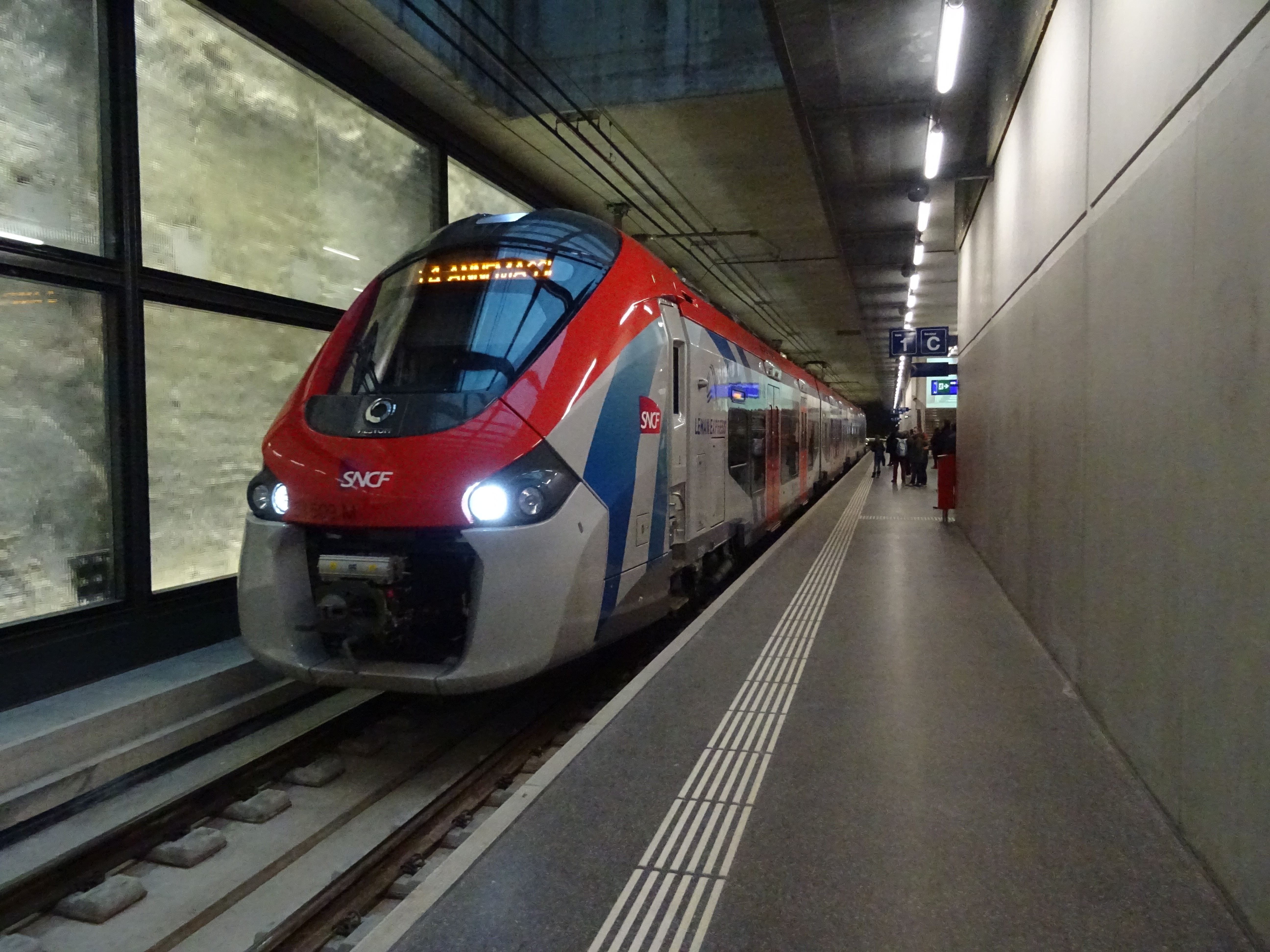
Z 31500 assurant un service de la SL 4 en direction de Annemasse.
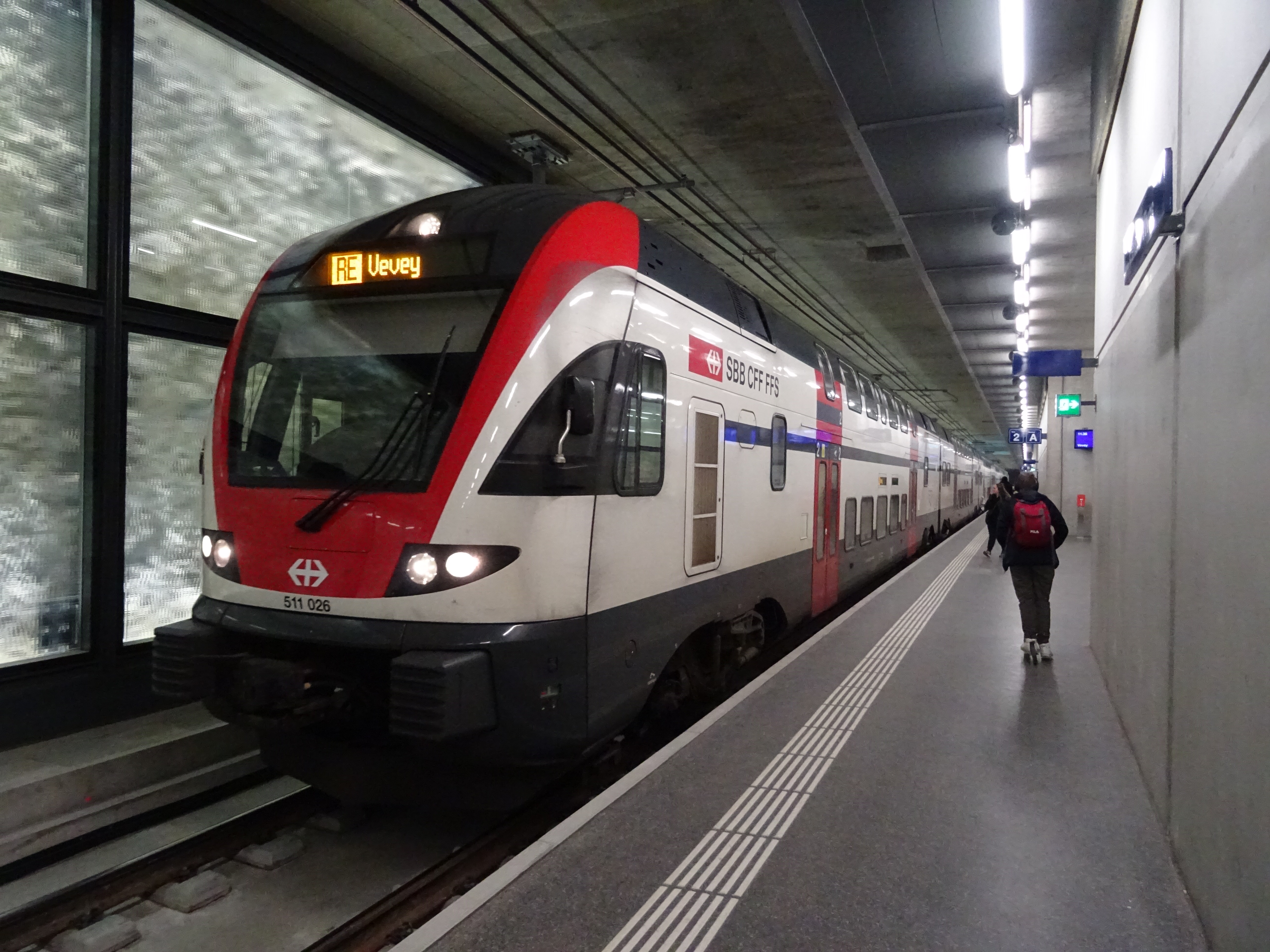
Stadler KISS à quai en direction de Vevey.

### Intermodalité

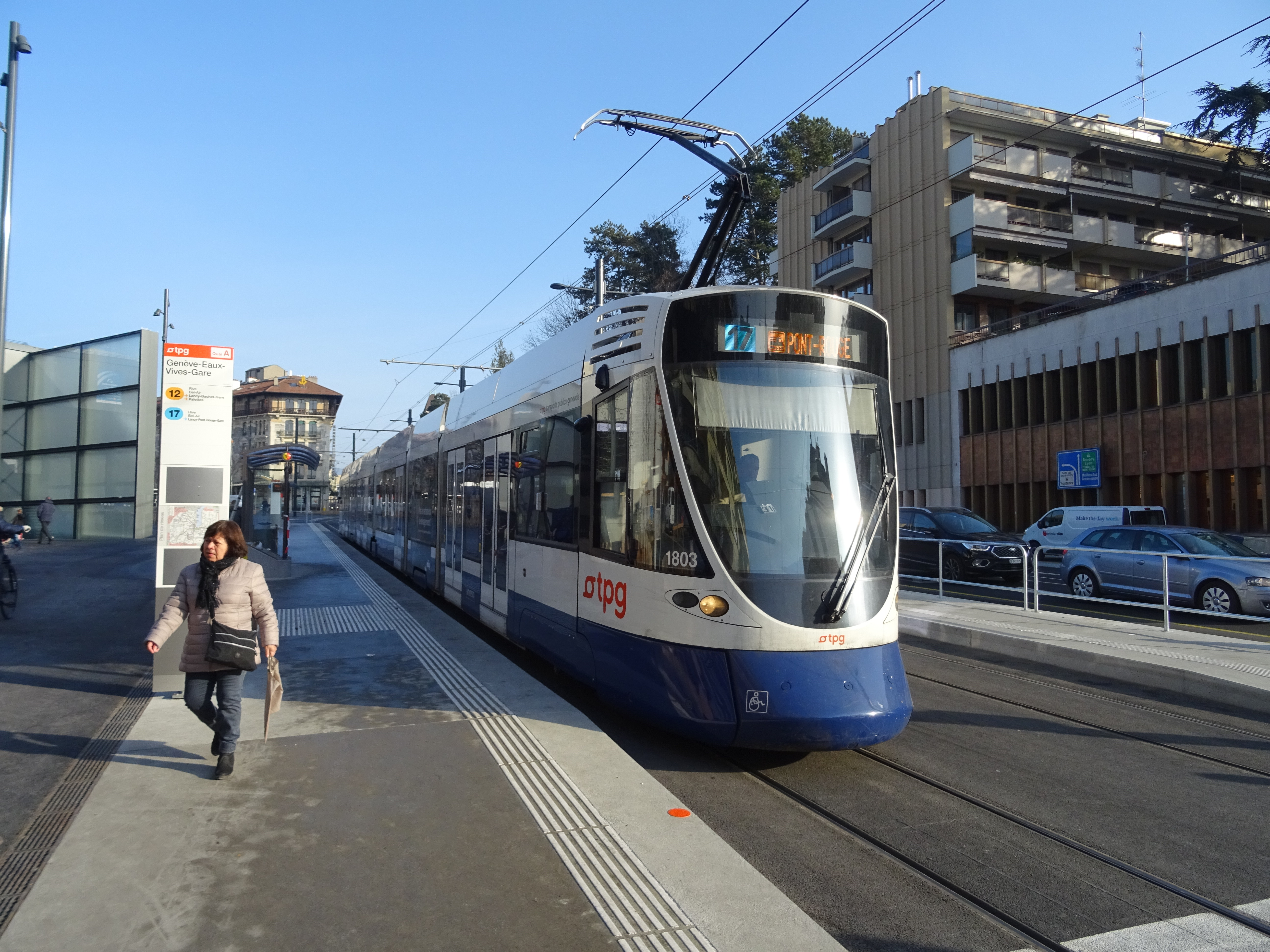
Arrêt Genève-Eaux-Vives, gare situé devant l'entrée principale de la nouvelle gare.

Le site de la gare de Genève-Eaux-Vives est desservi comme suit :
- Au sud, à la station Genève-Eaux-Vives, gare par les lignes 12 et 17 du tramway de Genève ainsi que par la ligne de bus 11 ;
- Au sud, à la station Genève, Amandolier à distance par les lignes 12 et 17 du tramway de Genève ;
- Au nord, aux arrêts Genève-Eaux-Vives, gare/Bloch et Genève-Eaux-Vives, gare/Vadier par les lignes de bus 1, 9, 33 et A.

Une nouvelle boucle de retournement sera construite via la rue de Savoie au lieu de passer dans les deux sens sur l'avenue de la gare. L'ancienne boucle de retournement est fermée depuis début 2017.